# Robin Drysdale
Pour les articles homonymes, voir Drysdale.
Robin Drysdale, né le 18 septembre 1952 à Dedham dans l'Essex, est un ancien joueur britannique de tennis.

## Palmarès

### Finale en simple messieurs
| No | Date       | Nom et lieu du tournoi            | Catégorie  | Dotation | Surface      | Vainqueur       | Score    |  |
| -- | ---------- | --------------------------------- | ---------- | -------- | ------------ | --------------- | -------- |  |
| 1  | 06-03-1978 | Tournoi de tennis de Lagos, Lagos | Grand Prix | 50 000 $ | Terre (ext.) | Kjell Johansson | 9-8, 6-3 |  |

### Titre en double messieurs
| No | Date       | Nom et lieu du tournoi           | Catégorie | Dotation  | Surface      | Partenaire   | Finalistes                   | Score         |  |
| -- | ---------- | -------------------------------- | --------- | --------- | ------------ | ------------ | ---------------------------- | ------------- |  |
| 1  | 31-07-1978 | Volvo International North Conway |           | 175 000 $ | Terre (ext.) | Van Winitsky | Mike Fishbach Bernard Mitton | 4-6, 7-6, 6-3 |  |

### Finales en double messieurs
| No | Date       | Nom et lieu du tournoi             | Catégorie | Dotation | Surface      | Vainqueurs                  | Partenaire     | Score         |  |
| -- | ---------- | ---------------------------------- | --------- | -------- | ------------ | --------------------------- | -------------- | ------------- |  |
| 1  | 19-03-1979 | Open de Lorraine Nancy             |           | 50 000 $ | Dur (int.)   | Klaus Eberhard Karl Meiler  | Andrew Jarrett | 4-6, 7-6, 6-3 |  |
| 2  | 24-09-1979 | Tournoi de tennis de Madrid Madrid |           | 75 000 $ | Terre (ext.) | Carlos Kirmayr Cássio Motta | John Feaver    | 7-6, 6-4      |  |